# 上海长宁来福士广场
上海长宁来福士广场（英語：Raffles City Changning）是一座位于上海长宁区的综合商业建筑物。2018年建成，由巴马丹拿集团设计。位于上海长宁区长宁路1139号，原址是圣玛丽亚女中，毗邻龙之梦购物公园。

## 簡訊
凯德集团在上海开发建设的第二座综合商业建筑物。总建筑面积368,000平方米，包括三座办公楼和一座大型购物商场。

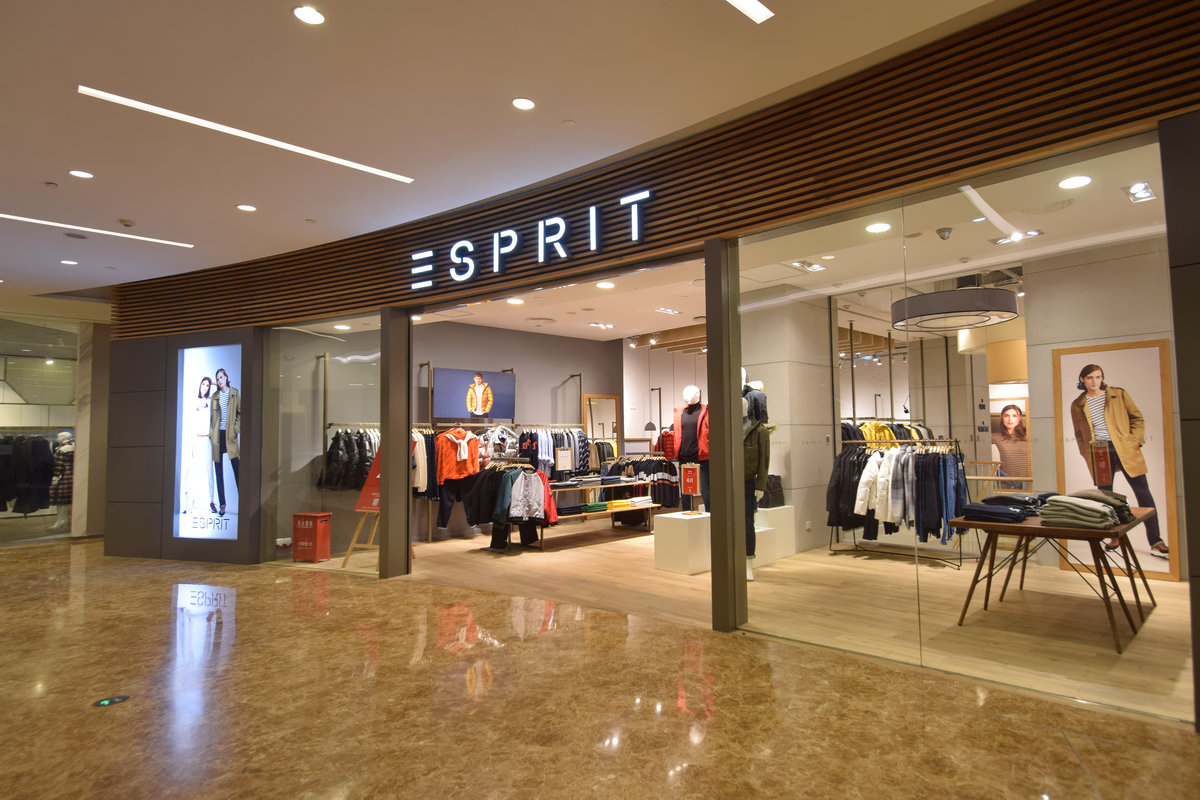
思捷環球分店

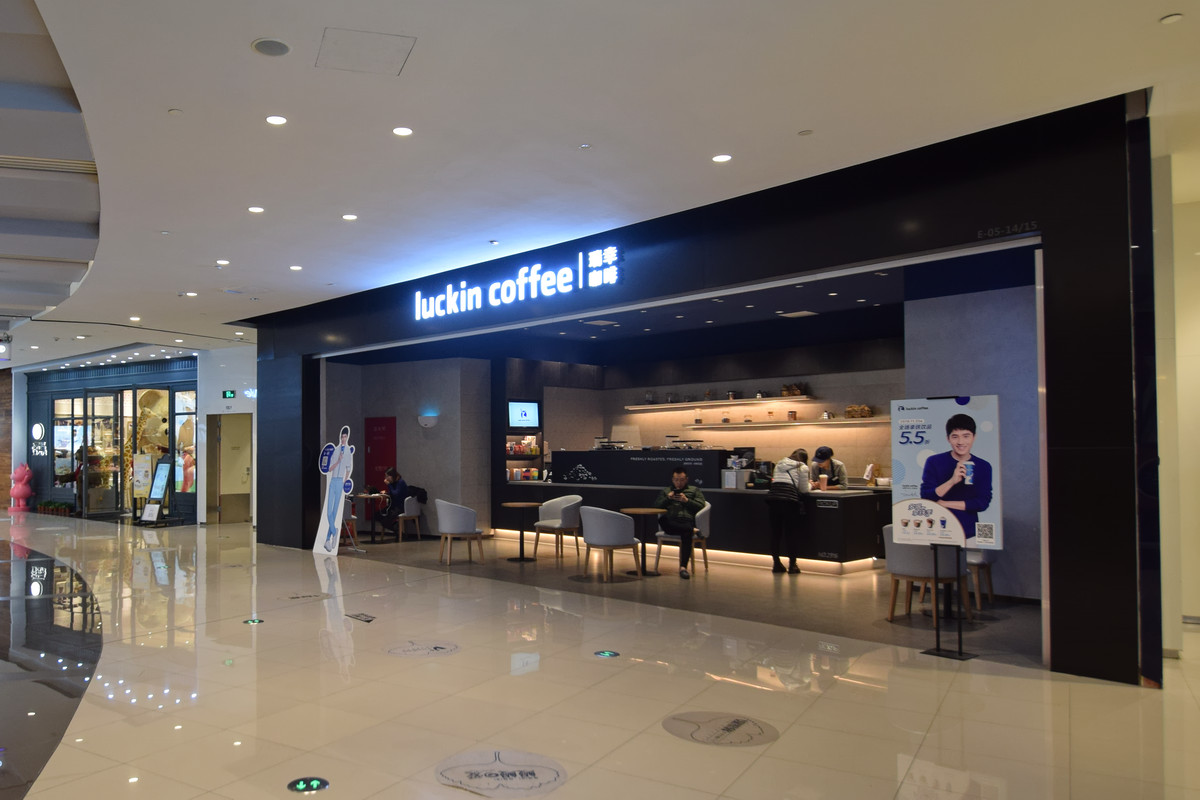
瑞幸咖啡分店

## 交通
- 上海轨道交通2号线、3号线、4号线中山公园站